# Seven: A Suite for Orchestra
Seven: A Suite for Orchestra je první album klasické hudby anglického skladatele a klávesisty britské hudební skupiny Genesis Tonyho Bankse, a šesté v pořadí jeho studiových alb. Vydáno bylo v roce 2004 vydavatelstvím Naxos Records. Od 3. do 9. července 2002 album nahrál soubor London Philharmonic Orchestra, dirigentem byl Mike Dixon. Tony Banks nahrál klavírní part u skladeb Spring Tide, The Ram a The Spirit of Gravity.

## Seznam skladeb
Autorem všech skladeb je Tony Banks.
| Pořadí | Název                 | Délka |
| ------ | --------------------- | ----- |
| 1.     | Spring Tide           | 10:14 |
| 2.     | Black Down            | 9:46  |
| 3.     | The Gateway           | 7:29  |
| 4.     | The Ram               | 8:52  |
| 5.     | Earthlight            | 4:43  |
| 6.     | Neap Tide             | 4:57  |
| 7.     | The Spirit of Gravity | 11:33 |

## Autoři
- Tony Banks – 	skladatel, klavír, producent
- Rupert Coulson – zvukař
- Nick Davis – 	producent
- Michael Dixon -	dirigent
- Simon Hale -	orchestrace
- Stefan Knapp – grafická úprava
- London Philharmonic Orchestra
- Nick Wollage -	zvukař
- Nick Woollage -	zvukař